# Guliverjeva potovanja
Guliverjeva potovanja je Swiftov satirično utopični, fantastično potopisni roman.
Guliverjeva potovanja, ki so najpomembnejše Swiftovo delo, so izšla leta 1726 pod naslovom Travels into Several Remote Nations of the World by Lemuel Gulliver. Roman, ki je napisan v prvi osebi, sestavljajo štirje deli (Guliver med pritlikavci, velikani, učenjaki, in modrimi konji) ima obliko junakovega fiktivnega poročila o potovanjih v fantastične dežele. Oblika fantastičnega potopisa daje Swiftu priložnost za kritiko takratne angleške družbe, politike, religije, nravi in idej, pa tudi za filozofska razmišljanja o relativnosti človeških navad, verovanj in vrednot sploh. Kritika družbe in človeškega sveta postaja v zadnjih poglavjih zmeraj bolj pesimistična, tako da že zanikuje razsvetljenske ideale: v poglavju o učenjakih smeši skrajnost razuma, v poglavju o modrih konjih in »juhujih«, prispodobi za ljudi, pa animalično-čutno plat človeka.
Slog romana je trezen, učinek dosega s tem, da fantastične pojave opisuje s stvarnimi podrobnostmi in podatki.Roman je postal kmalu po izidu priljubljeno mladinsko berilo, v svoji prvotni podobi pa je še zmeraj ena temeljnih svetovnih satir.
Guliverjeva potovanja so bila v slovenščino celoti prevedena 1951.